# Fritz Wolff (Zeichner)

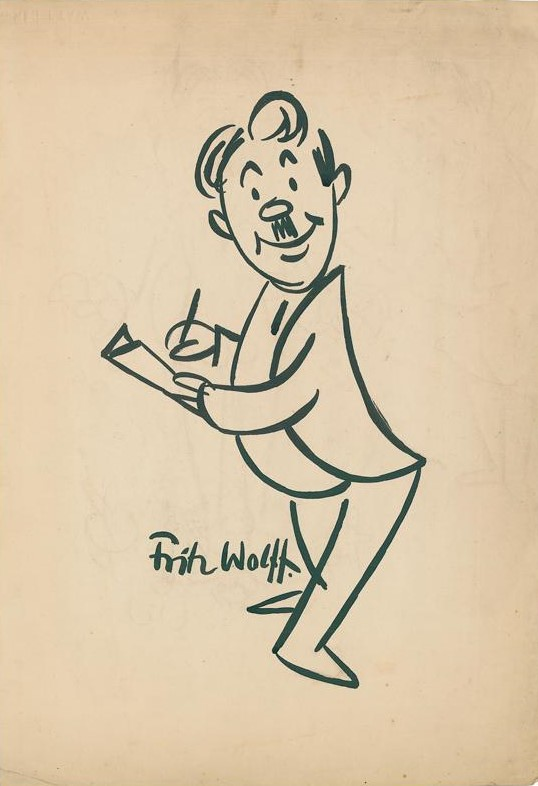
Selbstbildnis

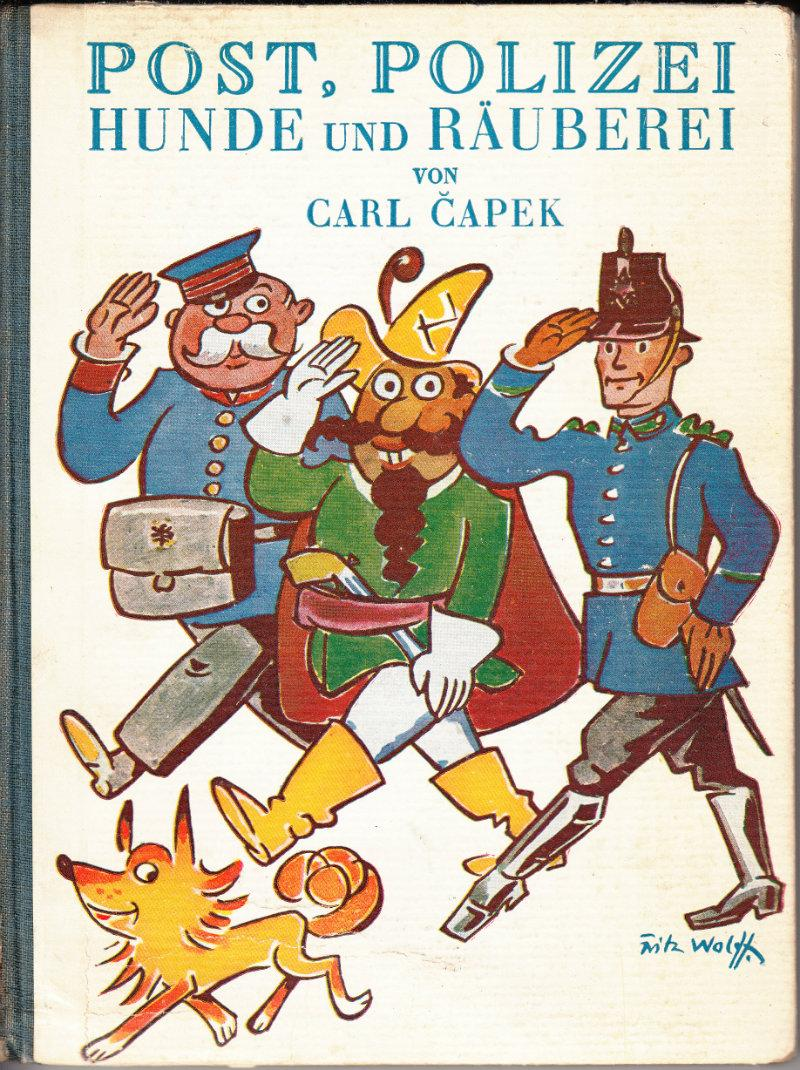
Karel Čapek: Post, Polizei, Hunde und Räuberei, 1932, Illustrationen Fritz Wolff

Fritz Wolff (* 22. Januar 1876 in Berlin; † Juni 1940 in Paris) war ein deutscher Zeichner und Karikaturist. Er illustrierte neben Büchern u. a. die Bunten Kriegsbilderbogen, Tageszeitungen, arbeitete als Werbegrafiker und für die Zeitschrift Jugend.

## Leben
Wolff kam als viertes von vier Kindern des aus Schlesien stammenden Stoff-Großhändlers Adolf Wolff und dessen Ehefrau Recha, geborene Davidsohn, einer Arzttochter aus Danzig, in Berlin zur Welt und wuchs in einer großbürgerlich jüdischen Familie auf. Der Schriftsteller, Publizist und Kritiker Theodor Wolff war sein älterer Bruder. Wolff studierte ab 1897 Druckgraphik an der Münchner Akademie der Bildenden Künste.
Wolff zeichnete für verschiedene Zeitschriften, darunter die seit Ende des 19. Jahrhunderts in München erscheinende Zeitschrift Jugend. Zu seinen Werken zählen viele Porträts von führenden Militärs, die er während seiner Militärzeit erstellte. Mit Kurt Tucholsky und Anton Kippenberg unterhielt er einen Briefwechsel.
Bekannt ist sein Plakat „Größte Heiterkeit im Wintergarten“ für das Berliner Varieté Wintergarten aus den 1910er Jahren.
Else Lasker-Schüler setzte ihm in einem kurzen Essay ein Denkmal.